# 馬賴塔
馬賴塔（西班牙語：Maraita），是洪都拉斯的城鎮，位於該國中部，由弗朗西斯科-莫拉桑省負責管轄，始建於1889年，面積257.48平方公里，海拔高度1,041米，2001年人口5,513，人口密度每平方公里21.41人。
13°53′N 87°02′W / 13.883°N 87.033°W